# هنري تيشينور
هنري ميلفورد تيشينور (23 أكتوبر 1858- 4 ديسمبر 1922) هو كاتب ومحرر مجلة بارز في الحركات الاشتراكية وحركات الفكر الحر خلال الفترة التقدمية والعصر الذهبي للفكر الحر في التاريخ الأمريكي. غالبًا ما شجبت كتاباته الدين المنظم، المسيحية بصورة خاصة، بصفتها أداة تستخدمها الطبقة العليا للحفاظ على سيطرتها على الطبقة العاملة. في مجال معارضة الدين، صُنف إلى جانب كلارنس دارو ومادالين موراي أوهير بصفتهم مفكرين أمريكيين أحرار في القرن العشرين.

## سيرة شخصية
وُلد تيشينور في الثالث والعشرين من أكتوبر 1858 في أورانج، نيوجيرسي. كان والده ستيفن تيشينور رجل أعمال اقتصادي ناجح وسياسي تبوأ منصب حاكم أورانج مرتين وشغل منصب قاضٍ. تعلّم هنري على يد مدرسين خصوصيين وفي كلية آدم وبريسكوت العسكرية في أورانج. في عام 1878، وبعمر العشرين، انطلق في مسيرة صحافية بصفة مراسل لصيحفة شيكاغو دايلي تريبيون. في عام 1894، ساعد في تأسيس صحيفة أوماها إيفنينغ نيوز وفي عام 1895، أصبح مساعد محرر ولاحقًا محرر مجلة سبرينغفيلد ليدر ديمقراط في ميزوري.
خلال نشأته، تأثر هنري بقراءة كتابة عصر المنطق، الذي يشجب الدين المنظم من تأليف توماس باين، وهو الكتيب الذي ساعد منطقه البسيط بإلهام الثورة الأمريكية. في ديسمبر 1900، بدأ هنري نشر مجلة ذا نيو ديسبينسايشن لكن المجلة لم تستمر سوى لفترة قصيرة. عمل تيشينور بعد ذلك لعدة سنوات في المجال التجاري بصفته بائع.
حوالي عام 1911، بدأ بالمشاركة بقصائد متباعدة لصالح ذا ناشيونال ريب-سو وهي أعظم مجلة شهرية اشتراكية في أمريكا، يحررها فيل واغنر وتتخذ من سانت لويس، ميزوري مقرًا لها. بنهاية عام 1912، نشر تيشينور تحت إشراف واغنر خمس كتيبات بما في ذلك: «موجة رعب»، «شرور الرأسمالية»، «إوزة ريب سو الأم»، «المرأة في ظل الرأسمالية»، «أغاني ريب سو الاشتراكية». في يناير 1913، بينما استمر في الكتابة لصالح ريب سو، وحد تيشينور جهوده مع شركة واغنر للنشر لإطلاق صحيفته الاشتراكية الخاصة، ذا ميلتينغ بوت، وهي منشور أعلِن عن رسالته في العدد الافتتاحي لإخضاع أكاذيب المجتمع للتدقيق حول الطبقة والامتيازات والحرب وخصوصًا الدين المنظم. حمل غلاف المجلة رسمًا لعامل معادن يحمل أداوت تجارته وشعار «إذا لم تتحمل حرارة ذا ميلتينغ بوت فهي غير صالحة». شغل تيشينور منصب المحرر في المجلة حتى توقفت عن النشر عند تقاعده عام 1920.
في يناير 1914، زار واغنر وتيشينور زعيم الحزب الاشتراكي ومرشح الرئاسة الأمريكية السابق يوجين في. ديبس وأقنعوه بكتابة مقالات افتتاحية والتحدث باسم ريب سو. لاحقًا في العام ذاته، أصدرت ريب سو مجموعة من قصائد تيشينور بعنوان «قوافي الثورة»، بما في ذلك مقدمة كتبها ديبس أشاد فيها القائد الاشتراكي البارز بالكاتب: «إنه يكره بعمق الزيف المبهرج الذي تغرسه كنيسة مؤمنة باسم الدين ويجلد دون رحمة المنحرفين الأتقياء  الذين ومن تحت عباءة النجّار يخونون أتباعهم نحو العبودية».
كان المنشور الآخر الذي ساهم فيه تيشينور في ذا ناشيونال ريب سو في عام 1914 عبارة عن سلسلة من المقالات أعيد نشرها لاحقًا في شكل كتيب مكون من 63 صفحة بعنوان «مناظرة بارنهيل-تيشينور حول الاشتراكية». تضمن المنشور حفنة من الرسوم الكاريكاتورية على النمط التحريري. يصور أحد الرسومات قسيسًا مسيحيًا شريرًا داكن الوجه يقف عند منبر يحمل علامة الدولار ويحث أسرة من الطبقة العاملة التقية والفقيرة بقوله: «أيها العبيد، أطيعوا أسيادكم!»، بينما يراقب عضو ثري وسمين من طبقة السادة الوضع بعجرفة.